# Damachaur
Damachaur – gaun wikas samiti w zachodniej części Nepalu w strefie Rapti w dystrykcie Salyan. Według nepalskiego spisu powszechnego z 2011 roku liczył on 1172 gospodarstwa domowe i 6036 mieszkańców (3142 kobiety i 2894 mężczyzn).